# Svenska Superligan för herrar
Svenska Superligan är den högsta serien i innebandy i Sverige för herrar. Serien hette tidigare Elitserien i innebandy, men den bytte inför säsongen 2007/2008 namn till Svenska Superligan. Elitserien började spelas 1995/1996 och kallades innan dess Division 1 i innebandy. Den första säsongen med nationella serier var säsongen 1989/1990. Mesta svenska mästarna är Storvreta IBK med nio SM-guld.

## Historia
Svenska superligan startade på herrsidan säsongen 1989/1990 då under namnet SM-Serien, och ersatte då det tidigare systemet där svenska mästarna korades genom cupspel (svenska cupen) vidare till SM-slutspel. 
SM-serien startade 1989/1990 med 6 serier. Under hela 1990-talet bantades antalet serier för att säsongen 1999/2000 slutligen ha en rak elitserie. Den raka elitserien hade då 16 lag. 2004/2005 bantades ligan till 12 lag. Från säsongen 2008/09 spelas Superligan (som den sedan 2007/2008 heter) med 14 lag.

## Deltagande lag
Följande lag deltar i Svenska superligan 2024/2025:
| Klubb                 | Arena (kapacitet, underlag)            |
| --------------------- | -------------------------------------- |
| AIK                   | Solnahallen (2 600, N/A)               |
| FBC Kalmarsund        | SBB Arena (1 600, N/A)                 |
| FC Helsingborg        | Helsingborg Arena (5 000, N/A)         |
| Warberg IC            | Sparbanken Wictory Center (900, gummi) |
| IBK Dalen             | Umeå Energi Arena (1150, parkett)      |
| IBF Falun             | Guide Arena (2 700, gummi)             |
| Nykvarn               | Furuborghallen (1 500, gummi)          |
| Jönköpings IK         | Jönköpings idrottshus (1 500, gummi)   |
| Linköping IBK         | Linköpings Sporthall (2 200, gummi)    |
| Mullsjö AIS           | Nyhemshallen, (1 800, gummi)           |
| Pixbo Wallenstam IBK  | Wallenstam Arena (1 600, N/A)          |
| Storvreta IBK         | IFU Arena (2 880, gummi)               |
| Team Thorengruppen SK | Thoren Arena (1 800, gummi)            |
| Växjö Vipers          | Fortnox Arena (1 600, N/A)             |

## Svenska mästare

### Mästare 1982/1983–
Svenska cupen
- 1983 - Kolarbyns IBS
- 1984 - Tomasgårdens IF
- 1985 - Kolarbyns IBS
- 1986 - Norrstrands IF
- 1987 - IBK Lockerud
- 1988 - IBK Lockerud
- 1989 - Kolarbyn/Fagersta IF

Division 1
- 1990 - IBK Lockerud
- 1991 - IBK Lockerud
- 1992 - IBK Lockerud
- 1993 - Balrog IK
- 1994 - Fornudden IB
- 1995 - Kista IBK

Elitserien
- 1996 - Balrog IK
- 1997 - Fornudden IB
- 1998 - Warbergs IC 85
- 1999 - Haninge IBK
- 2000 - Haninge IBK
- 2001 - Haninge IBK
- 2002 - Pixbo Wallenstam IBK
- 2003 - Pixbo Wallenstam IBK
- 2004 - Balrog IK
- 2005 - Warbergs IC 85
- 2006 - AIK
- 2007 - Warberg IC

Superligan
- 2008 - Warbergs IC 85
- 2009 - AIK
- 2010 - Storvreta IBK
- 2011 - Storvreta IBK
- 2012 - Storvreta IBK
- 2013 - IBF Falun
- 2014 - IBF Falun
- 2015 - IBF Falun
- 2016 - Storvreta IBK
- 2017 - IBF Falun
- 2018 - Storvreta IBK
- 2019 - Storvreta IBK
- 2020 - IBF Falun (Inget slutspel på grund av pandemin. Falun utsågs till Svenska mästare i egenskap av serieledare.)
- 2021 - IBF Falun
- 2022 - IBF Falun
- 2023 - Storvreta IBK
- 2024 - Storvreta IBK
- 2025 - Storvreta IBK

### Flest titlar
| Titlar | Klubb                |
| ------ | -------------------- |
| 9      | Storvreta IBK        |
| 7      | IBF Falun            |
| 5      | IBK Lockerud         |
| 4      | Warberg IC           |
| 3      | Kolarbyns IBS1       |
| 3      | Balrog IK            |
| 3      | Haninge IBK          |
| 2      | Fornudden IB         |
| 2      | Pixbo Wallenstam IBK |
| 2      | AIK                  |
| 1      | Kista IBK            |
| 1      | Norrstrands IF       |
| 1      | Tomasgårdens IF      |

1 Inkluderar Kolarbyn/Fagersta IF.

## Rekord
- Målrikaste matchen:
  - 27-3 (30 mål) IBF Falun – Djurgårdens IF IBS 2021/2022[2][3]
- Största segern:
  - 27-3 (24 mål) IBF Falun – Djurgårdens IF IBS 2021/2022[2][3]
- Snabbaste målet:
  - 3 sekunder Martin Myrberg, Umeå IBK mot Örnsköldsviks SK 1990/1991[4]
- Snabbaste hattrick:
  - 1 minut och 7 sekunder Martin Olofsson, Örnsköldsviks SK mot Balrog IK 2000/2001[4]
- Flest mål av en spelare (en match):
  - 10 Alexander Galante Carlström, IBF Falun – Djurgårdens IF IBS 2021/2022[2][3]
- Flest assist av en spelare (en match):
  - 9 Mika Kohonen, Balrog IK mot Jönköping 2000/2001[4]
- Flest poäng av en spelare (en match):
  - 12 (10+2), Alexander Galante Carlström, IBF Falun – Djurgårdens IF IBS 2021/2022[2]
- Flest mål av en spelare (en säsong):
  - 68, Alexander Galante Carlström, IBF Falun 2016/2017[4]
- Flest assist av en spelare (en säsong):
  - 68, Mika Kohonen, Balrog IK 2000/2001[4]
- Flest poäng av en spelare (en säsong):
  - 107, Mika Kohonen, Balrog IK 2000/2001[4]
- Mest publik i en match (serie):
  - 9 487 (Scandinavium), Pixbo Wallenstam IBK - Caperiotäby FC 2009/2010[5]
- Mest publik i en match (slutspel):
  - 14 656 (Globen), AIK - Warbergs IC 85 2004/2005[5]